# Lessicalizzazione
In linguistica, si definisce lessicalizzazione quel processo per il quale una forma grammaticale acquista dignità di lessema, diventando quindi un'unità autonoma del lessico.
Nel discorso metalinguistico, qualsiasi parola può essere lessicalizzata, come per esempio quando si dice:
"Sono" è la prima persona singolare del presente indicativo del verbo "essere".
Nella frase, sia sono che essere sono usati in qualità di lessemi.
Può capitare però che le parole rimangano in tale funzione entrando a pieno titolo a far parte del lessico: è il caso, nell'esempio, del verbo essere, che può essere considerato anche un sostantivo, e quindi subire i processi tipici del sostantivo (come assumere una forma plurale: gli esseri, o alterata: un esserino).
Sintagmi come a onor del vero, all'improvviso o di sana pianta sono il prodotto di lessicalizzazioni.
Un altro esempio di lessicalizzazione si verifica quando una serie di elementi retti da rapporti grammaticali si trasforma in unità lessicale propria, come usa e getta, fai da te ecc., ma anche da forme verbali come c'entra, ci vuole, che presentano significati diversi rispettivamente da entra e vuole. Originano da lessicalizzazioni anche parole come nontiscordardimé (in cui la locuzione non univerbata non ti scordar di me rinvia ad alcune specie del genere Myosotis); affresco (da a fresco); fioretto (alterazione da fiore, ma con significato autonomo). È considerata lessicalizzazione anche il rendersi autonome di alcune forme che derivano da alterazione: così, ad esempio, i sostantivi italiani palazzina e villino (in origine "piccolo palazzo" e "piccola villa", rispettivamente) si sono progressivamente staccati dalle rispettive basi.
Il processo contrario alla lessicalizzazione è la grammaticalizzazione, che trasforma una parola autonoma in elemento grammaticale.